# 쌍용 코란도 투리스모
KGM 코란도 투리스모(KGM Korando Turismo)는 KGM에서 2013년부터 2019년까지 생산했던 대형 미니밴이다.

## 1세대

### A150

#### 코란도 투리스모(2013년2월~2018년1월)

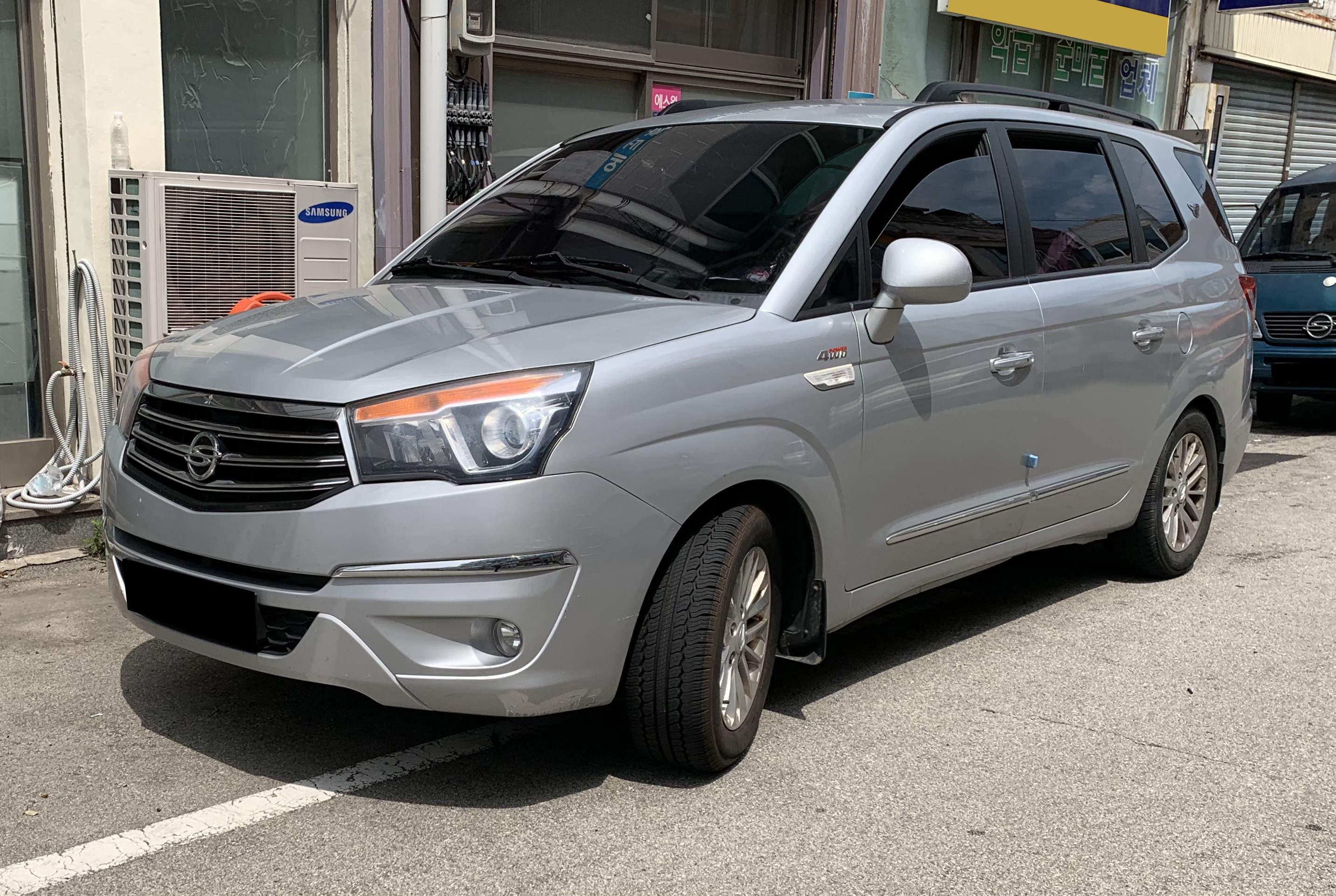
쌍용 코란도 투리스모 정측면

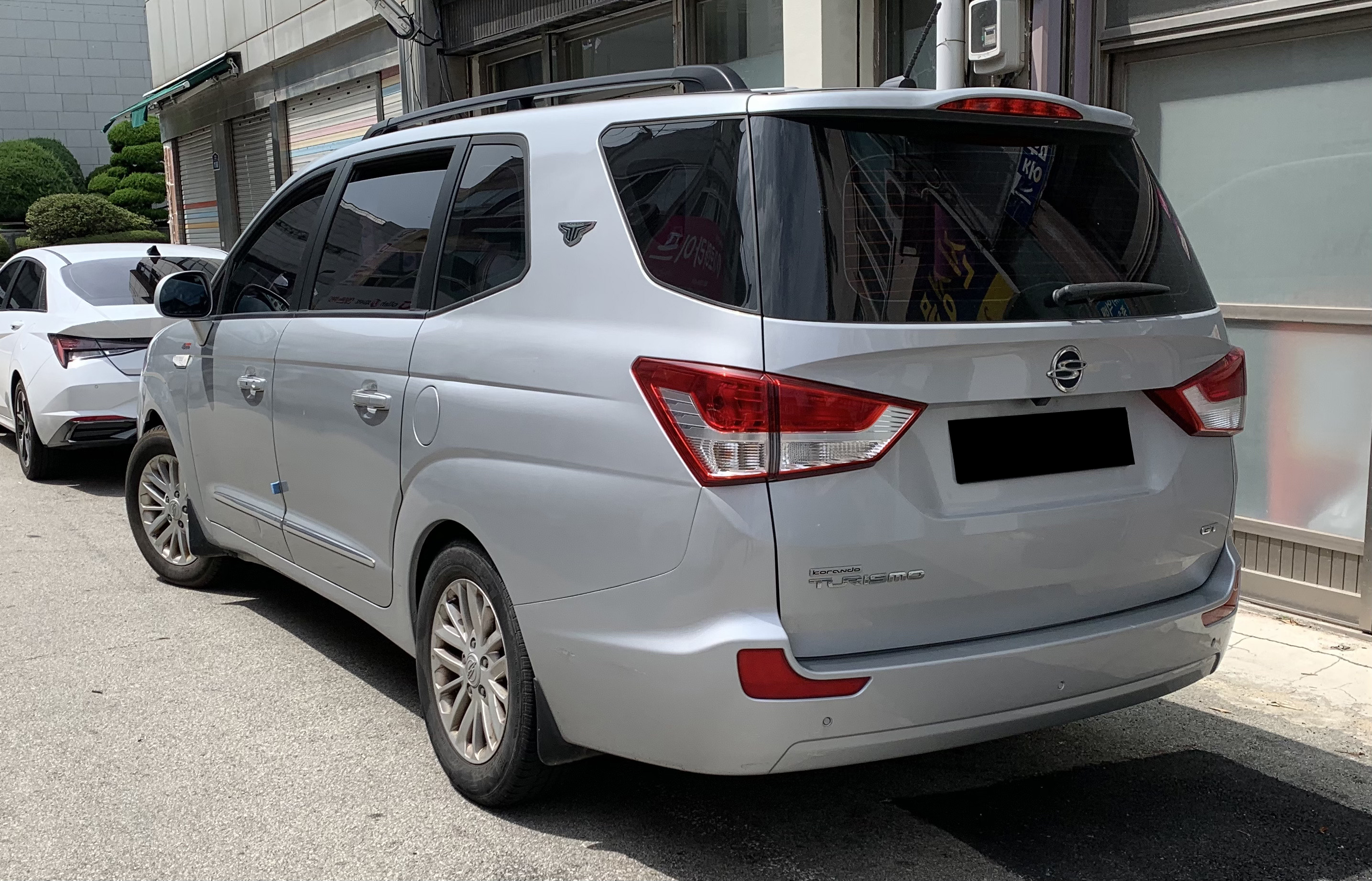
쌍용 코란도 투리스모 후측면

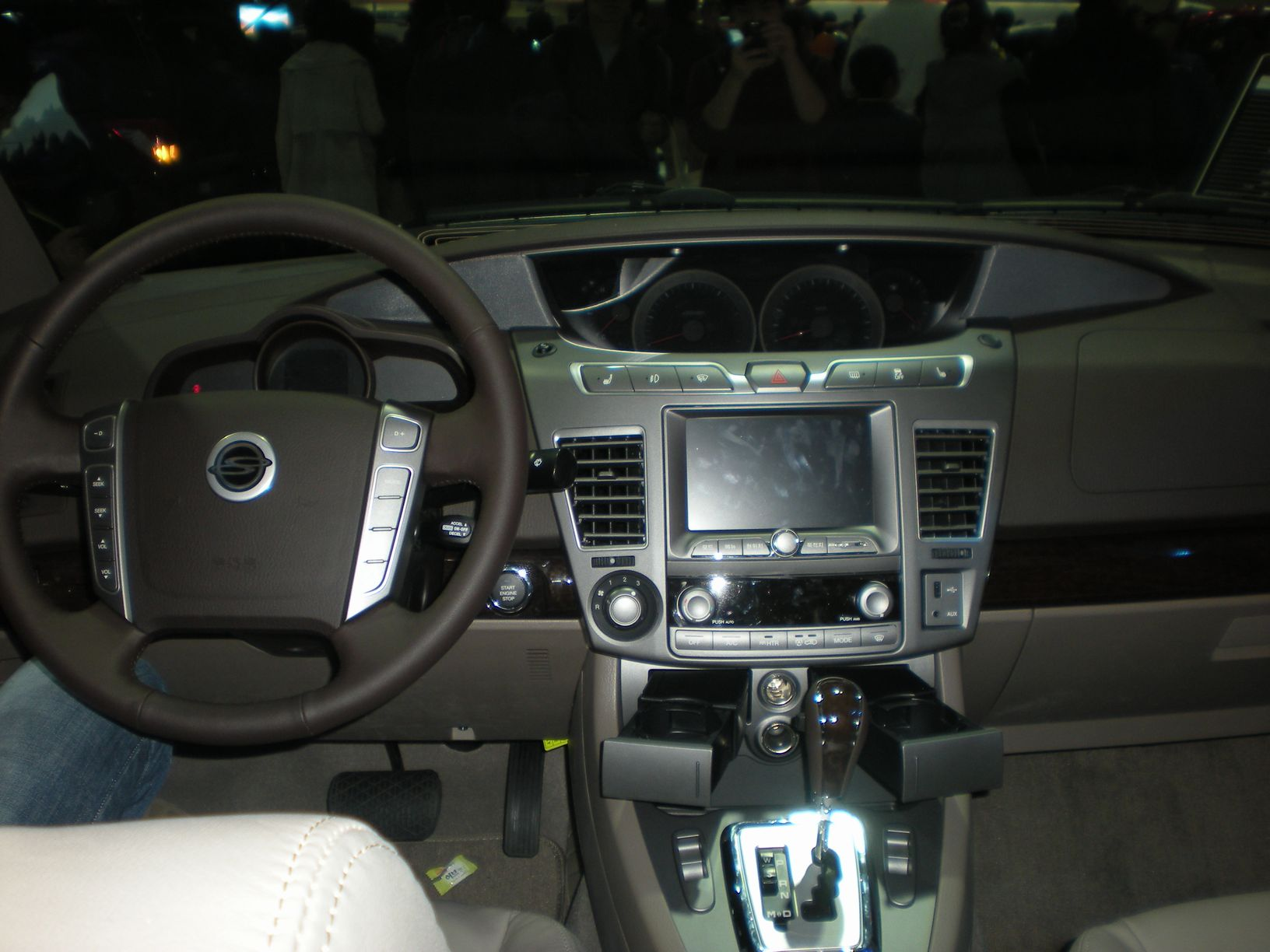
쌍용 코란도 투리스모 실내

2013년 2월 5일에 로디우스의 풀 스킨 체인지 차종이자, 후속 차종으로 출시되었다. 기존 로디우스에서 전자동 파킹 브레이크(EPB), 전자 제어 에어 서스펜션(EAS), 타이어 공기압 경보 장치(TPMS), 멀티 미터 등이 삭제되었다. 대신 디지털 속도계, 1열 사이드 에어백이 추가되었고, 로디우스의 페이스 리프트 차종이기에 하체 설계가 부분 변경된 것 이외에는 구조적으로 큰 차이가 없다. 출시에 앞서 그해 1월 15일에 렌더링이 공개됨과 동시에 차명이 코란도 투리스모로 확정되었다. 차명인 코란도 투리스모는 대한민국 최장수 자동차 브랜드인 '코란도'에 관광, 여행, 기행을 뜻하는 이탈리아어 '투리스모'를 결합한 것이다. 하지만 기존 로디우스의 페이스 리프트 차종이며, 코란도와의 연관성도 전혀 없어 차명에 대한 비판의 의견도 있다. 수출명은 여전히 로디우스의 차명을 그대로 쓴다. 엔진은 로디우스 유로에 장착되었던 직렬 4기통 2.0L D-LET(Low-end Torque) 커먼레일 디젤 엔진을 그대로 쓰며, 후륜구동 외에 파트 타임 4륜 구동도 있다. 현재 대한민국산 미니밴으로는 유일하게 파트 타임 방식의 4륜 구동 시스템이 적용된 차종이다. 출시 당시에는 11인승만 있었던 걸로 추정되나, 2013년 6월 17일에는 샤토라는 서브 네임이 더해진 리무진 버전(컨버전 밴)이 출시되었다. 같은 해 8월부터는 승합차의 최고 속도 제한 장치가 의무 장착됨에 따라 최고 속도가 110km에서 제한된다. 이로 인하여 판매량이 감소하자 같은 해 12월 3일에는 최고 속도(110km) 제한 대상에서 제외되는 9인승이 추가되어 선택의 폭을 넓혔다. 2014년 2월 11일에는 샤토에도 9인승이 추가되었고, 같은 해 4월 4일에는 속도 감응형 파워 스티어링 휠 신규 적용, 최소 회전 반경 축소, 알루미늄 휠 디자인 변경, 1열 헤드 레스트 사이즈 확대 등의 개선이 이뤄진 2014년형이 출시되었다. 2015년 1월 5일에 선보인 2015년형은 타이어 공기압 경보 장치(TPMS)가 기본 적용되고, 벨트 라인에 브라이트 몰딩과 HID 헤드 램프가 신규 적용되었다. 같은 해 9월 2일에는 유로 6 기준을 충족시키는 2.2L 디젤 엔진과 메르세데스-벤츠제 7단 자동변속기가 적용되었다. 아울러 라디에이터 그릴에 크롬이 확대 적용되고, 1열에 USB 충전기와 2열에 USB 단자 및 12V 파워 아웃렛이 더해졌다. 10월 2일에는 일체형 루프 박스, 스키드 플레이트, 사이드 스텝, 패션 루프 랙 등 아웃도어 활용성에 초점을 맞춘 아웃도어 에디션이 라인업에 신설되었다. 12월 7일부터는 샤토 역시 2.2L 디젤 엔진과 메르세데스-벤츠제 7단 자동변속기로 대체되었고, 전고를 낮추어 지하 주차장 출입 등의 상황에서의 편의성을 높였다. 2016년 2월 3일에는 스키드 플레이트, LED 룸 램프(테일 게이트까지 포함), 1열 LED 도어 스커프, 알로이 스포츠 페달, HID 헤드 램프, 파트 타임 4륜구동 시스템이 모든 트림에 기본 장착된 2016년형이 출시되었다. 같은 해 9월 2일에는 새로운 디자인의 SUS 스키드 플레이트와 투톤 포그 램프 몰딩, 블랙 색상의 인테리어, 완전히 새로워진 듀얼 플렉스 시트가 적용된 2017년형이 출시되었다.

##### 제원(2.0L)
| 구분                 | 코란도 투리스모 2.0L e-XDi200 LET 2WD(9인승) | 코란도 투리스모 2.0L e-XDi200 LET 4WD(9인승) | 코란도 투리스모 2.0L e-XDi200 LET 2WD(11인승)                                    | 코란도 투리스모 2.0L e-XDi200 LET 4WD(11인승) | 코란도 투리스모 샤토 2.0L e-XDi200 LET 4WD(9인승) | 코란도 투리스모 샤토 2.0L e-XDi200 LET 4WD(11인승) |
| -------------------- | -------------------------------------------- | -------------------------------------------- | -------------------------------------------------------------------------------- | --------------------------------------------- | ------------------------------------------------- | -------------------------------------------------- |
| 전장 (mm)            | 5,130                                        | 5,130                                        | 5,130                                                                            | 5,130                                         | 5,130                                             | 5,130                                              |
| 전폭 (mm)            | 1,915                                        | 1,915                                        | 1,915                                                                            | 1,915                                         | 1,915                                             | 1,915                                              |
| 전고 (mm)            | 1,815 1,850(루프랙 적용 시)                  | 1,815 1,850(루프랙 적용 시)                  | 1,815 1,850(루프랙 적용 시)                                                      | 1,815 1,850(루프랙 적용 시)                   | 2,120                                             | 2,120                                              |
| 축거 (mm)            | 3,000                                        | 3,000                                        | 3,000                                                                            | 3,000                                         | 3,000                                             | 3,000                                              |
| 윤거 (전, mm)        | 1,610                                        | 1,610                                        | 1,610                                                                            | 1,610                                         | 1,610                                             | 1,610                                              |
| 윤거 (후, mm)        | 1,620                                        | 1,620                                        | 1,620                                                                            | 1,620                                         | 1,620                                             | 1,620                                              |
| 승차 정원            | 9명                                          | 9명                                          | 11명                                                                             | 11명                                          | 9명                                               | 11명                                               |
| 변속기               | 자동 5단                                     | 자동 5단                                     | 수동 6단 자동 5단                                                                | 자동 5단                                      | 자동 5단                                          | 자동 5단                                           |
| 구동 형식            | 후륜 구동                                    | 4륜 구동                                     | 후륜 구동                                                                        | 4륜 구동                                      | 4륜 구동                                          | 4륜 구동                                           |
| 서스펜션(전/후)      | 더블 위시본/멀티링크                         | 더블 위시본/멀티링크                         | 더블 위시본/멀티링크                                                             | 더블 위시본/멀티링크                          | 더블 위시본/멀티링크                              | 더블 위시본/멀티링크                               |
| 엔진 형식            | D20DTR                                       | D20DTR                                       | D20DTR                                                                           | D20DTR                                        | D20DTR                                            | D20DTR                                             |
| 연료                 | 디젤                                         | 디젤                                         | 디젤                                                                             | 디젤                                          | 디젤                                              | 디젤                                               |
| 기통수/배기량 (cc)   | L4/1,998                                     | L4/1,998                                     | L4/1,998                                                                         | L4/1,998                                      | L4/1,998                                          | L4/1,998                                           |
| 최고 출력 (ps/rpm)   | 155/4,000                                    | 155/4,000                                    | 155/4,000                                                                        | 155/4,000                                     | 155/4,000                                         | 155/4,000                                          |
| 최대 토크 (kg*m/rpm) | 36.7/1,500~2,800                             | 36.7/1,500~2,800                             | 36.7/1,500~2,800                                                                 | 36.7/1,500~2,800                              | 36.7/1,500~2,800                                  | 36.7/1,500~2,800                                   |
| 연료 탱크 용량 (L)   | 80                                           | 80                                           | 80                                                                               | 80                                            | 80                                                | 80                                                 |
| 요소수 탱크 용량 (L) | -                                            | -                                            | -                                                                                | -                                             | -                                                 | -                                                  |
| 공차 중량 (kg)       | 2,055(자동 5단)                              | 2,165(자동 5단)                              | 2,040(수동 6단)/ 2,065(자동 5단)                                                 | 2,175(자동 5단)                               | 2,315(자동 5단)                                   | 2,325(자동 5단)                                    |
| 연비 (km/L)          | 도심 10.9/고속 13.6/복합 12.0(자동 5단)      | 도심 10.2/고속 12.9/복합 11.3(자동 5단)      | 도심 12.5/고속 14.0/복합 13.2(수동 6단)/ 도심 11.0/고속 13.4/복합 12.0(자동 5단) | 도심 10.5/고속 12.5/복합 11.3(자동 5단)       | 도심 9.4/고속 12.3/복합 10.5(자동 5단)            | 도심 9.5/고속 12.1/복합 10.5(자동 5단)             |
| Co2 배출량 (g/km)    | 167(자동 5단)                                | 178(자동 5단)                                | 150(수동 6단)/ 167(자동 5단)                                                     | 178(자동 5단)                                 | 192(자동 5단)                                     | 192(자동 5단)                                      |

##### 제원(2.2L)
| 구분                 | 코란도 투리스모 2.2L e-XDi220 LET 2WD(9인승) | 코란도 투리스모 2.2L e-XDi220 LET 4WD(9인승) | 코란도 투리스모 2.2L e-XDi220 LET 2WD(11인승) | 코란도 투리스모 2.2L e-XDi220 LET 4WD(11인승) | 코란도 투리스모 샤토 2.2L e-XDi220 LET 4WD(9인승) | 코란도 투리스모 샤토 2.2L e-XDi220 LET 4WD(11인승) |
| -------------------- | -------------------------------------------- | -------------------------------------------- | --------------------------------------------- | --------------------------------------------- | ------------------------------------------------- | -------------------------------------------------- |
| 전장 (mm)            | 5,130                                        | 5,130                                        | 5,130                                         | 5,130                                         | 5,130                                             | 5,130                                              |
| 전폭 (mm)            | 1,915                                        | 1,915                                        | 1,915                                         | 1,915                                         | 1,915                                             | 1,915                                              |
| 전고 (mm)            | 1,815 1,850(루프랙 적용 시)                  | 1,815 1,850(루프랙 적용 시)                  | 1,815 1,850(루프랙 적용 시)                   | 1,815 1,850(루프랙 적용 시)                   | 2,050                                             | 2,050                                              |
| 축거 (mm)            | 3,000                                        | 3,000                                        | 3,000                                         | 3,000                                         | 3,000                                             | 3,000                                              |
| 윤거 (전, mm)        | 1,610                                        | 1,610                                        | 1,610                                         | 1,610                                         | 1,610                                             | 1,610                                              |
| 윤거 (후, mm)        | 1,620                                        | 1,620                                        | 1,620                                         | 1,620                                         | 1,620                                             | 1,620                                              |
| 승차 정원            | 9명                                          | 9명                                          | 11명                                          | 11명                                          | 9명                                               | 11명                                               |
| 변속기               | 자동 7단                                     | 자동 7단                                     | 자동 7단                                      | 자동 7단                                      | 자동 7단                                          | 자동 7단                                           |
| 구동 형식            | 후륜 구동                                    | 4륜 구동                                     | 후륜 구동                                     | 4륜 구동                                      | 4륜 구동                                          | 4륜 구동                                           |
| 서스펜션(전/후)      | 더블 위시본/멀티링크                         | 더블 위시본/멀티링크                         | 더블 위시본/멀티링크                          | 더블 위시본/멀티링크                          | 더블 위시본/멀티링크                              | 더블 위시본/멀티링크                               |
| 엔진 형식            | D22DTR                                       | D22DTR                                       | D22DTR                                        | D22DTR                                        | D22DTR                                            | D22DTR                                             |
| 연료                 | 디젤                                         | 디젤                                         | 디젤                                          | 디젤                                          | 디젤                                              | 디젤                                               |
| 기통수/배기량 (cc)   | L4/2,157                                     | L4/2,157                                     | L4/2,157                                      | L4/2,157                                      | L4/2,157                                          | L4/2,157                                           |
| 최고 출력 (ps/rpm)   | 178/4,000                                    | 178/4,000                                    | 178/4,000                                     | 178/4,000                                     | 178/4,000                                         | 178/4,000                                          |
| 최대 토크 (kg*m/rpm) | 40.8/1,400~2,800                             | 40.8/1,400~2,800                             | 40.8/1,400~2,800                              | 40.8/1,400~2,800                              | 40.8/1,400~2,800                                  | 40.8/1,400~2,800                                   |
| 연료 탱크 용량 (L)   | 80                                           | 80                                           | 80                                            | 80                                            | 80                                                | 80                                                 |
| 요소수 탱크 용량 (L) | -                                            | -                                            | -                                             | -                                             | -                                                 | -                                                  |
| 공차 중량 (kg)       | 2,060(자동 7단)                              | 2,175(자동 7단)                              | 2,070(자동 7단)                               | 2,185(자동 7단)                               | 2,325(자동 7단)                                   | 2,335(자동 7단)                                    |
| 연비 (km/L)          | 도심 10.4/고속 13.3/복합 11.6(자동 7단)      | 도심 9.9/고속 12.5/복합 11.0(자동 7단)       | 도심 10.4/고속 13.3/복합 11.6(자동 7단)       | 도심 9.9/고속 12.5/복합 11.0(자동 7단)        | 도심 9.3/고속 11.9/복합 10.3(자동 7단)            | 도심 9.2/고속 11.9/복합 10.3(자동 7단)             |
| Co2 배출량 (g/km)    | 173(자동 7단)                                | 184(자동 7단)                                | 173(자동 7단)                                 | 184(자동 7단)                                 | 196(자동 7단)                                     | 197(자동 7단)                                      |

### A170

#### 뉴 코란도 투리스모(2018년1월~2019년7월)

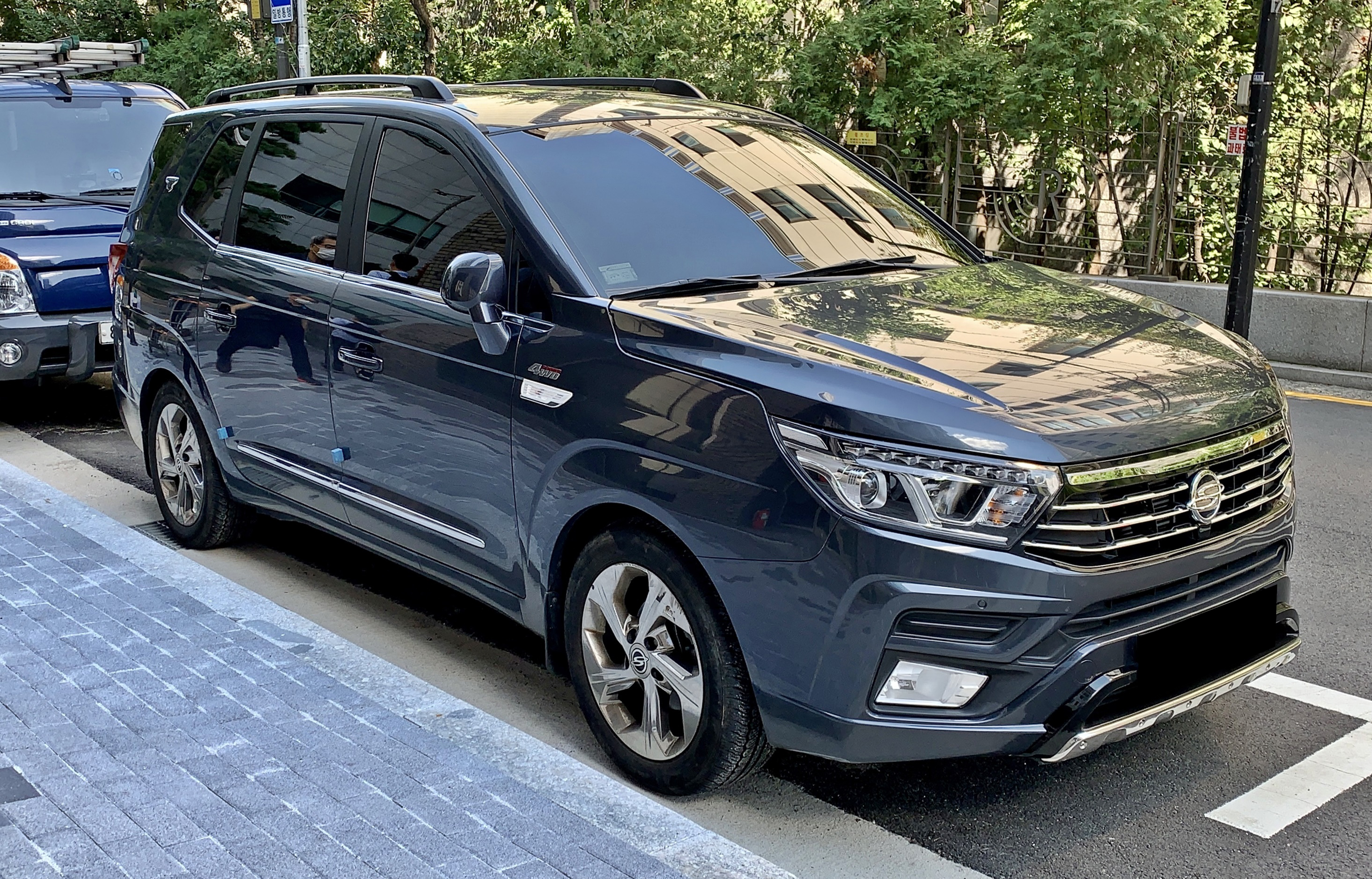
쌍용 뉴 코란도 투리스모 정측면

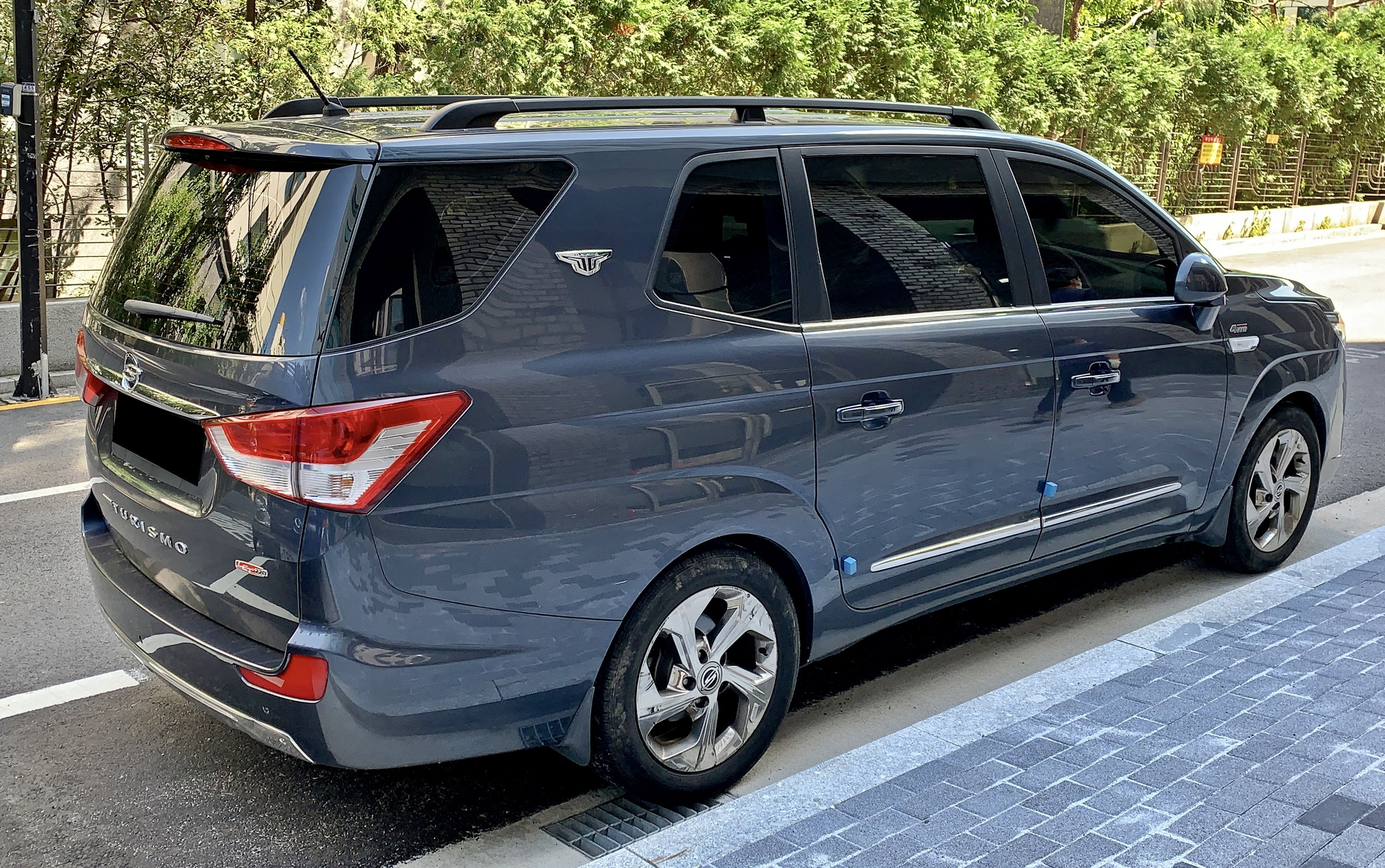
쌍용 뉴 코란도 투리스모 후측면

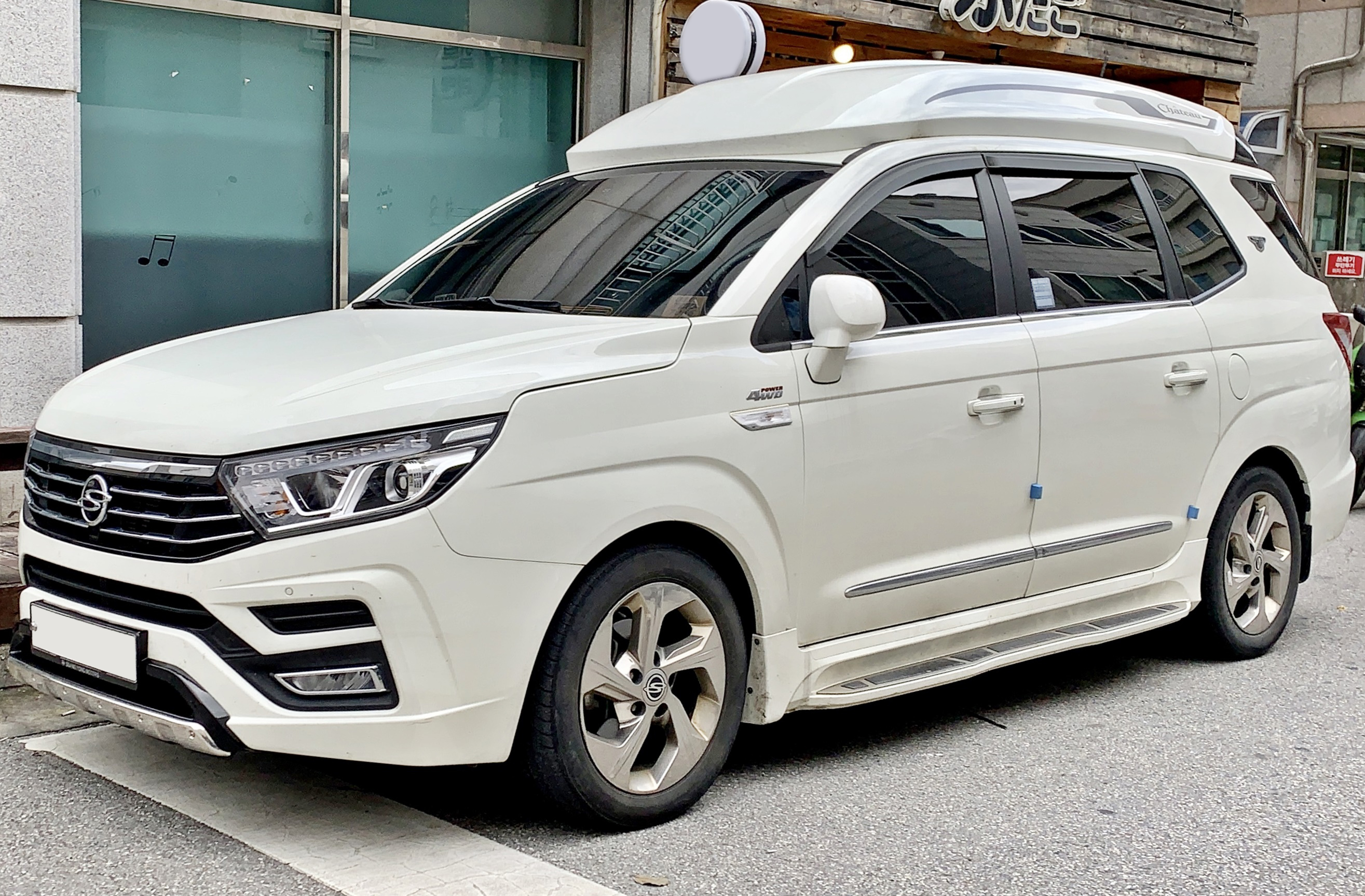
쌍용 뉴 코란도 투리스모 샤토 정측면

2018년 1월 3일에 출시되었다. 충돌 시 보행자의 부상을 크게 줄이기 위하여 전면부가 변경되었으며, 후면부와 실내는 기존과 같다. 전면부는 LED 주간 주행등을 라디에이터 그릴 상단의 크롬 라인과 연결시켜 통일성을 더하였고, 라디에이터 그릴의 크기를 키우는 정도의 변화가 생겼다. 전방 장애물 감지 센서가 추가되었고, 안드로이드 폰과 애플을 이용한 스마트 미러링 시스템 등 일부 편의 사양이 추가되었다. 같은 해 6월 7일에는 LED 안개등, 리어 범퍼 커버, 난연 처리 주름식 커튼(2열) 등이 적용된 익스트림 스포츠 에디션이 추가되었다. 2019년 7월 9일에는 판매량 부진과 새로운 배기가스 규제를 충족시키지 못하여 단종되었다. 그러나 ME10 빈자리 채울 계획 있다.

##### 제원
| 구분                 | 뉴 코란도 투리스모 2.2L e-XDi220 LET 4WD(9인승) | 뉴 코란도 투리스모 2.2L e-XDi220 LET 2WD(11인승) | 뉴 코란도 투리스모 2.2L e-XDi220 LET 4WD(11인승) | 뉴 코란도 투리스모 샤토 2.2L e-XDi220 LET 4WD(9인승) | 뉴 코란도 투리스모 샤토 2.2L e-XDi220 LET 4WD(11인승) |
| -------------------- | ----------------------------------------------- | ------------------------------------------------ | ------------------------------------------------ | ---------------------------------------------------- | ----------------------------------------------------- |
| 전장 (mm)            | 5,150                                           | 5,150                                            | 5,150                                            | 5,150                                                | 5,150                                                 |
| 전폭 (mm)            | 1,915                                           | 1,915                                            | 1,915                                            | 1,915                                                | 1,915                                                 |
| 전고 (mm)            | 1,815 1,850(루프랙 적용 시)                     | 1,815 1,850(루프랙 적용 시)                      | 1,815 1,850(루프랙 적용 시)                      | 2,050                                                | 2,050                                                 |
| 축거 (mm)            | 3,000                                           | 3,000                                            | 3,000                                            | 3,000                                                | 3,000                                                 |
| 윤거 (전, mm)        | 1,610                                           | 1,610                                            | 1,610                                            | 1,610                                                | 1,610                                                 |
| 윤거 (후, mm)        | 1,620                                           | 1,620                                            | 1,620                                            | 1,620                                                | 1,620                                                 |
| 승차 정원            | 9명                                             | 11명                                             | 11명                                             | 9명                                                  | 11명                                                  |
| 변속기               | 자동 7단                                        | 자동 7단                                         | 자동 7단                                         | 자동 7단                                             | 자동 7단                                              |
| 구동 형식            | 4륜 구동                                        | 후륜 구동                                        | 4륜 구동                                         | 4륜 구동                                             | 4륜 구동                                              |
| 서스펜션(전/후)      | 더블 위시본/멀티링크                            | 더블 위시본/멀티링크                             | 더블 위시본/멀티링크                             | 더블 위시본/멀티링크                                 | 더블 위시본/멀티링크                                  |
| 엔진 형식            | D22DTR                                          | D22DTR                                           | D22DTR                                           | D22DTR                                               | D22DTR                                                |
| 연료                 | 디젤                                            | 디젤                                             | 디젤                                             | 디젤                                                 | 디젤                                                  |
| 기통수/배기량 (cc)   | L4/2,157                                        | L4/2,157                                         | L4/2,157                                         | L4/2,157                                             | L4/2,157                                              |
| 최고 출력 (ps/rpm)   | 178/4,000                                       | 178/4,000                                        | 178/4,000                                        | 178/4,000                                            | 178/4,000                                             |
| 최대 토크 (kg*m/rpm) | 40.8/1,400~2,800                                | 40.8/1,400~2,800                                 | 40.8/1,400~2,800                                 | 40.8/1,400~2,800                                     | 40.8/1,400~2,800                                      |
| 연료 탱크 용량 (L)   | 80                                              | 80                                               | 80                                               | 80                                                   | 80                                                    |
| 요소수 탱크 용량 (L) | -                                               | -                                                | -                                                | -                                                    | -                                                     |
| 공차 중량 (kg)       | 2,280(자동 7단)                                 | 2,180(자동 7단)                                  | 2,290(자동 7단)                                  | 2,345(자동 7단)                                      | 2,355(자동 7단)                                       |
| 연비 (km/L)          | 도심 9.1/고속 11.6/복합 10.1(자동 7단)          | 도심 9.5/고속 12.3/복합 10.6(자동 7단)           | 도심 9.1/고속 11.6/복합 10.1(자동 7단)           | 도심 8.8/고속 11.3/복합 9.8(자동 7단)                | 도심 8.8/고속 11.3/복합 9.8(자동 7단)                 |
| Co2 배출량 (g/km)    | 194(자동 7단)                                   | 184(자동 7단)                                    | 194(자동 7단)                                    | 200(자동 7단)                                        | 200(자동 7단)                                         |

## 각종 미디어에서의 등장

### 만화에서의 등장
- 그레이트 큐봇 - 자이언트